# アップサイド・ダウンサイド
『アップサイド・ダウンサイド』（Upside Downside）は、アメリカ合衆国のジャズ・ギタリスト、マイク・スターンが1986年に録音・発表した2作目のスタジオ・アルバム。

## 解説
新たに契約を得たアトランティック・レコードから発売された。日本限定でリリースされた前作『ファット・タイム』（1983年）に引き続き、ハイラム・ブロックがプロデューサーに起用された。「ムード・スウィングス」ではジャコ・パストリアスとスティーヴ・ジョーダンがリズム・セクションを担当しており、スターンは本作の制作前に、パストリアス率いる「ワード・オブ・マウス・バンド」のメンバーとして活動していたこともある。
スコット・ヤナウはオールミュージックにおいて5点満点中4点を付け「スターンの情熱的なギターは全編を通じて絶好調で、ファンキー・フュージョンというジャンルに似つかわしい」と評している。

## 収録曲
全曲ともマイク・スターン作曲。
1. アップサイド・ダウンサイド - "Upside Downside" - 5:43
2. リトル・シューズ - "Little Shoes" - 5:33
3. グッドバイ・アゲイン - "Goodbye Again" - 6:37
4. ムード・スウィングス - "Mood Swings" - 6:05
5. アフター・ユー - "After You" - 5:28
6. スカッフル - "Scuffle" - 6:10

## 参加ミュージシャン
- マイク・スターン - ギター
- ボブ・バーグ - テナー・サクソフォーン
- デイヴィッド・サンボーン - アルト・サクソフォーン(on #3)
- ミッチェル・フォアマン - ピアノ、シンセサイザー(#4を除く全曲)
- マーク・イーガン - ベース(on #1, #3, #5, #6)
- ジェフ・アンドリュース - ベース(on #2)
- ジャコ・パストリアス - ベース(on #4)
- デイヴ・ウェックル - ドラムス(#4を除く全曲)
- スティーヴ・ジョーダン - ドラムス(on #4)
- レナード・ドック・ギブス - パーカッション(#4を除く全曲)